# Anthurium versicolor
Anthurium versicolor är en kallaväxtart som beskrevs av Luis Aloysius, Luigi Sodiro. Anthurium versicolor ingår i släktet Anthurium och familjen kallaväxter.

## Underarter
Arten delas in i följande underarter:
- A. v. azuayense
- A. v. versicolor